# Alexander Morus

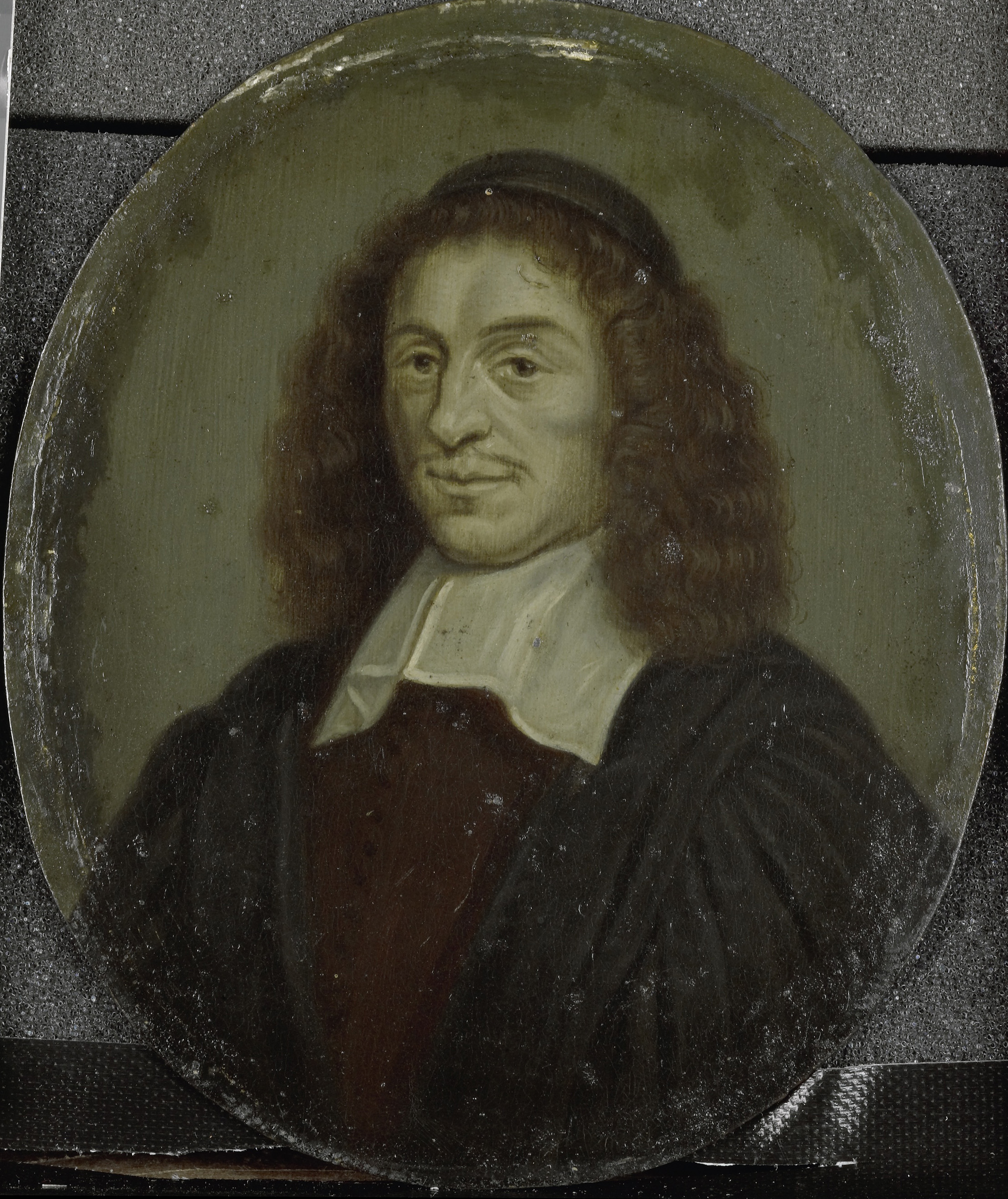
Alexander Morus

Alexander Morus, auch Alexandre Morus und Alexander More (* 25. September 1616 in Castres; † 28. September 1670 in Paris), war ein französisch-schottischer evangelischer Geistlicher und Hochschullehrer.

## Leben

### Herkunft
Der schottische Vater von Alexander Morus war Rektor des protestantischen Kollegs in Castres im Languedoc; seine Mutter war französischer Herkunft.
Er blieb zeit seines Lebens unverheiratet.

### Werdegang
1636 begann er an der Académie de Genève ein Theologiestudium. Noch während des Studiums, das er 1640 beendete, erhielt er 1639 an der Akademie eine Lehrstelle für griechische Sprache.
Nach seiner Ordination 1641 wurde er Prediger in der Genfer Gemeinde; 1642 wurde er, als Nachfolger von Friedrich Spanheim zum Professor für Theologie an die Genfer Akademie berufen, dort lehrte er bis 1649; in dieser Zeit war er von 1645 bis 1649 Rektor der Akademie. Während seines Aufenthaltes in Genf führte er mit der Compagnie des pasteurs theologische Dispute über die Gnade.
Aufgrund seines unmoralischen Lebenswandels erregte er in der Gemeinde Anstoss, sodass er 1649 auf Empfehlung von Claudius Salmasius zum Prediger an der wallonischen Kirche und zum Professor der Theologie in Middelburg ernannt wurde. Zwei Jahre später übernahm er 1651 die Professur der Kirchengeschichte an der voruniversitären Bildungseinrichtung Athenaeum Illustre Amsterdam (heute: Universität Amsterdam), erregte aber auch hier wieder die Bevölkerung aufgrund seines Lebenswandels sowie eine immer stärker hervortretende Heterodoxie, weil er ein Anhänger der Ideen von Moyse Amyraut war.
Zu seinen Studenten in Amsterdam gehörte unter anderem der spätere Philologe Johann Georg Graevius.
1654 hielt er sich für einige Monate in Frankreich auf und verlängerte diesen Aufenthalt eigenmächtig auf ein volles Jahr; in dieser Zeit führte er auch eine Reise nach Italien durch. 1657 kündigte er aus Middelburg den Kuratoren in Amsterdam an, dass er in einem geheimen Auftrag des französischen Gesandten nach Frankreich abreise. In Paris gelang es ihm 1659 eine Predigerstelle in Charenton-le-Pont zu erhalten, wurde jedoch noch im gleichen Jahr von der Synode in Nijmegen aus disziplinarischen Gründen exkommuniziert, aber während der Landessynode in Loudun im gleichen Jahr wieder rehabilitiert. Er blieb dort in dieser Tätigkeit, bis er im Haus der Herzogin Marie de Rohan-Montbazon verstarb.
Während einer Reise nach Florenz lernte er 1660 den italienischen Arzt Francesco Redi kennen und pflegte anschliessend einen schriftlichen Kontakt zu diesem.

### Auseinandersetzung mit John Milton
1652 geriet Alexander Morus mit dem englischen Dichter John Milton in einen Konflikt, nachdem in Haag 1652 die Schrift Regii sanguinis clamor ad coelum: adversus parricidas Anglicanos zur Verteidigung des hingerichteten englischen Königs Karl I. erschienen war; Autor dieser Schrift war Pierre Du Moulin (auch Petrus Molinaeus). John Milton hielt jedoch fälschlicherweise Alexander Morus für den Autor der Schrift, dieser war jedoch lediglich der Herausgeber. John Milton fühlte sich heftig angegriffen und kritisierte darauf Alexander Morus in einem Gegenangriff so heftig unter anderem auch in seinem Privatleben, dass sich die Kuratoren des Athenaeum Illustre in diesen Konflikt einschalteten und Alexander Morus ein lobendes Zeugnis ausstellten. Dieser veröffentlichte daraufhin 1654 seine Verteidigungsschrift Alexandri Mori Fides publica, contra calumnias Ioannis Miltoni.

## Schriften (Auswahl)
- Calvinus: oratio. Genf 1648.
- Victoria gratiae: Alex. Mori de gratia et libero arbitrio disputationes Genevenses adversus Dionysium Patavium Iesuitam. Medioburgi, 1652.
- Oratio de duobus Genevae miraculis. Medioburgum: 1652.
- Causa Dei, seu Alexandri Mori ecclesiastae, ac SS. theologiae professoris De Scriptura Sacra exercitationes Genevenses. Medioburgi, 1653.
- Alexandri Mori ecclesiastae & sacrarum litterarum professoris Fides publica: contra calumnias Ioannis Miltoni. Hagae-Comitum: ex typographia Adriani Vlacq., 1654.
- Joannis Miltonii Defensio Secunda Pro Populo Anglicano: Contra infamen Libellum anonymum cuius Titulus, Regii sanguinis clamor adversus parricidas Anglicanos. Hagae-Comitum: Vlacq, 1654.
- Alexandri Mori ad Esaiæ prophetæ caput LIII de perpessionibus et gloria Messiæ notæ ac diatribæ. Amstelodami : Apud J. Pluymer, 1658.
- Brief geschreven door den heer Alexander Morus aen 't synode vande Fransche sprake den 23, 24,, & 25. van April 1659. binnen ter Gouda vergadert. 1659.
- Poeme sur la naissance de Jesus-Christ. Paris 1665.
- Ad quaedam loca novi foederis notae. Parisii: de Varennes, 1668.
- Poemata. Paris 1669.
- Fragmens des sermons. La Haye: 1685.
- Dix-Hvit Sermons De Monsieur Morus Sur le Huitieme Chapitre de l'Epitre de Saint Paul aux Romains. Lausanne Gentil 1691.